# Arrhoges occidentalis
Arrhoges occidentalis is een slakkensoort uit de familie van de Aporrhaidae. De wetenschappelijke naam van de soort is voor het eerst geldig gepubliceerd in 1836 door Beck.